# Гомес да Силва Клевеларио, Бруно
Бру́но Го́мес да Си́лва Клевела́рио (порт.-браз. Bruno Gomes da Silva Clevelário); родился 4 апреля 2001 года, Рио-де-Жанейро) — бразильский футболист, полузащитник.

## Биография
Гомес — воспитанник клуба «Васко да Гама». 19 января 2019 года в поединке Лиги Кариока против «Бангу» Бруно дебютировал за основной состав. 29 сентября в матче против «Коринтианс» он дебютировал в бразильской Серии A. 17 октября в поединке против «Ботафого» Бруно забил свой первый гол за «Васко да Гама».
После завершения сезона 2021 Бруно Гомес принял решение покинуть «Васко да Гаму», который провёл невыразительный сезон в Серии B. Среди наиболее вероятного варианта для перехода называется «Интернасьонал».